# 1576
1576 (MDLXXVI) je bilo prestopno leto, ki se je po julijanskem koledarju začelo na nedeljo.

## Dogodki
- 1. januar

## Smrti
- 21. september - Gerolamo Cardano, italijanski matematik, astronom, zdravnik, filozof, fizik, astrolog (* 1501)
- - Marius Nizolius, italijanski humanist, retorik in filozof (* 1498)